# Ногачевићи
Ногачевићи су насељено мјесто у општини Сребреница, Република Српска, БиХ. Према попису становништва из 1991. у насељу је живјело 173 становника.

## Становништво 1991.
По посљедњем службеном попису становништва из 1991. године, насељено мјесто Ногачевићи имало је 173 становника, сљедећег националног састава:
| Националност       | 1991.        |
| Муслимани          | 112 (64,73%) |
| Срби               | 58 (33,52%)  |
| остали и непознато | 3 (1,75%)    |
| укупно             | 173          |

| Демографија | Демографија | Демографија |
| Година      | Становника  | Становника  |
| ----------- | ----------- | ----------- |
| 1948.       | 107         |             |
| 1953.       | 111         |             |
| 1961.       | 146         |             |
| 1971.       | 128         |             |
| 1981.       | 109         |             |
| 1991.       | 173         |             |
| 2013.       | 70          |             |